# Okręg wyborczy Aberdeen North
Okręg wyborczy Aberdeen North powstał w 1885 r. i wysyła do brytyjskiej Izby Gmin jednego deputowanego. Okręg obejmuje północną część miasta Aberdeen.

## Deputowani do brytyjskiej Izby Gmin z okręgu Aberdeen North
- 1885–1896: [William Alexander Hunter, Partia Liberalna
- 1896–1918: Duncan Vernon Pirie, Partia Liberalna
- 1918–1928: Frank Rose, Partia Pracy
- 1928–1931: William Benn, Partia Pracy
- 1931–1935: John Burnett, Partia Konserwatywna
- 1935–1945: George Trefgarne, Partia Pracy
- 1945–1970: Hector Hughes, Partia Pracy
- 1970–1997: Robert Hughes, Partia Pracy
- 1997–2005: Malcolm Savidge, Partia Pracy
- 2005 -: Frank Doran, Partia Pracy